# Dood van Meindert Tjoelker
De zaak-Meindert Tjoelker heeft betrekking op een incident in de nacht van 12 op 13 september 1997 in Leeuwarden, waarbij een Nederlandse man na een vechtpartij tijdens een avondje stappen overleed. Het slachtoffer groeide hierna uit tot een symbool in de strijd tegen zinloos geweld.

## Het incident
Op de avond van zijn overlijden was Meindert Tjoelker (1967) in het centrum van Leeuwarden uit geweest met zijn vriendin en twee bevriende stellen bij wijze van vrijgezellenfeestje, omdat hij een week later zou gaan trouwen. Om halfdrie in de ochtend liepen zij aangeschoten naar huis. Toen zij over de Nieuwestad langs de gracht liepen, zagen ze aan de overkant vier luidruchtige jongens die fietsen op de weg gooiden. 
Tijdens de rechtszaak bleek dat een van deze jongens door zijn vrienden was uitgedaagd om over een geparkeerde fiets te springen, wat mislukte waardoor hij ten val kwam. Hierdoor werd hij door zijn vrienden uitgelachen en uit frustratie gooide hij de fiets op straat. Dat zag Tjoelker, die daarop vanaf de overkant riep: "Moet dat nou, stelletje klootzakken, doe niet zo asociaal!"
Er volgde een woordenwisseling waarbij Meinderts vriendin hem verschillende keren tevergeefs tot kalmte maande. Op een gegeven moment riep Tjoelker: "Moet je hier komen, sla ik je voor je bek, kom maar op, klojo, dikke hufter!" De groep, eveneens aangeschoten na een avond stappen, voelde zich hierdoor uitgedaagd en ging erop in. Ze staken het bruggetje over de gracht over en Meindert kreeg een harde klap in zijn gezicht. Hij verdedigde zich en sloeg terug, waarna een vechtpartij ontstond. 
Tjoelker kwam ten val, kreeg nog een trap en bleef gewond liggen. Later zou blijken dat die trap ernstig hersenletsel tot gevolg had gehad, waar hij enkele uren later aan overleed. De vier waren zich niet van de fatale afloop bewust en toonden zich heel verbaasd toen zij even later in de shoarmazaak waar ze nog wat gingen eten, werden gearresteerd.

## Maatschappelijke reacties
Tjoelkers dood was voor politiechef Kees Bangma aanleiding om op 13 september  in een open brief een oproep te doen tot inachtneming van één minuut stilte. Dit trok de aandacht van de landelijke media, die veel aandacht besteedden aan het incident. De minuut stilte werd in heel Nederland overgenomen. De herdenkingsplechtigheid in het bijzijn van burgemeester Apotheker op 19 september werd live op televisie uitgezonden. De dood van Tjoelker zorgde voor veel ophef, kranten stonden wekenlang vol met verslagen, achtergrondverhalen, analyses, commentaren en meldingen van soortgelijke gevallen in het hele land. Het overlijden was aanleiding voor maatschappelijke verontwaardiging en verontrusting en een startpunt van actie tegen zinloos geweld. 

## Het proces
Het werd voor de rechtbank niet duidelijk wie de dodelijke trap had gegeven. De jongste verdachte, 17 jaar oud, werd in april 1999 vrijgesproken wegens gebrek aan bewijs. Twee andere verdachten kregen zestien maanden onvoorwaardelijk opgelegd wegens openlijke geweldpleging. De vierde kreeg zes maanden onvoorwaardelijk voor openlijke geweldpleging tegen een van Tjoelkers vrienden en tegen een fiets. 
Tijdens het proces bleek dat geen van de verdachten een strafblad had. Het waren net als Meindert doorsnee burgers, hadden op de jongste na, vaste relaties en jonge kinderen. De rechtbank sprak van een uit de hand gelopen vechtpartij waarvan evengoed een van de verdachten het slachtoffer had kunnen worden.
Op de eis van de officier van justitie en de uitspraak van de rechter werd met publieke verontwaardiging gereageerd. Men was van mening dat de opgelegde straffen te laag waren. Het Openbaar Ministerie ging in hoger beroep waarna de twee daders 30 in plaats van 16 maanden celstraf kregen en de jongste dader alsnog als medeplichtig werd aangemerkt. De straf van de vierde verdachte bleef met zes maanden ongewijzigd.

## Nagedachtenis
- Op 11 september 1998 werd op de plaats waar de vechtpartij plaatsvond een gedenksteen onthuld.[9]
- In het nummer 'Zinloos' van Lange Frans & Baas B over zinloos geweld komt de zaak Meindert Tjoelker in een couplet aan de orde.
- De Kast maakte naar aanleiding van de gebeurtenis het nummer 'Zo Jong'.